# Gregorio Blasco Sánchez
Gregorio Blasco Sánchez (1909-1983) fou un porter de futbol basc nascut a la població biscaïna de Mundaka el 10 de juny de 1909. És recordat per ser el porter del gran Athletic Club de Bilbao que va dominar el futbol espanyol a la dècada dels 1930. Va ser internacional amb la selecció espanyola. A causa de la Guerra Civil Espanyola s'exilià a Mèxic on va acabar la seva carrera futbolística i on visqué fins a la seva mort a Ciutat de Mèxic el 31 de gener de 1983.

## Biografia

### Carrera a Espanya
L'arribada de Blasco a la porteria fou casual. Quan era nen jugava de jugador de camp fins que una lesió als 12 anys el forçà a provar sort a la porteria. Jugà a les categoríes inferiors del Chávarri de Sestao i del poderos Arenas de Getxo, equips de la seva Biscaia natal, però els seus primers passos com futbolista sénior els donà al Campionat Regional de Biscaia amb l'Acero de Olabeaga. Després d'una gran actuació enfront del poderós Athletic Club la temporada 1927/28, Blasco fou incorporat a la plantilla blanc-i-roja en finalitzar aquella campanya.
La temporada 1928/29 començà sent porter suplent de l'Athletic Club, però ràpidament aconseguí la titularitat, i debutà a Primera Divisió el 10 de febrer de 1929 en el partit Reial Societat 1-1 Athletic Club, corresponent a la primera jornada de la primera Lliga, amb el qual Blasco tingué l'honor de ser el primer porter de l'Athletic Club a la Lliga.
A la porteria de l'Athletic Club, Blasco guanyà 4 Lligues i 4 Copes del Rei. A més a més, Blasco aconseguí alçar-se amb el Trofeu Zamora com a porter menys golejat les temporades 1929/30, 1933/34 i 1935/36. En total jugà 113 partits a primera divisió, essent els partits oficials amb l'Athletic Club 203 entre Lliga, Copa i Competicions regionals.

### Carrera a Amèrica
La triomfal carrera de Blasco al futbol espanyol es veié troncada amb l'esclat de la Guerra Civil Espanyola l'any 1936, de manera que l'any 1937, Gregorio Blasco s'enrolà a la selecció de futbol del País Basc, combinat nacional creat pel Govern Basc amb la finalitat de recaptar fons a Europa pels refugiats bascos i realitzar una labor propagandística a favor del Govern Basc i la República. Després de la caiguda de Bilbao en mans franquistes, la selecció basca marxà a Amèrica.
L'equip recalà a Mèxic, on jugà la Liga Mayor 1938-39, sota la denominació de Club Deportivo Euzkadi, aconseguint el subcampionat per darrere de l'Asturias FC. Posteriorment, en finalitzar la Guerra, es dissolgué la selecció basca i Blasco optà per quedar-se exiliat a Mèxic, jugant la temporada 1939/40 amb el Real Club España, guanyant la Lliga Amateur del Districte Federal.
L'any 1940 decidí provar sort a l'Argentina on fitxà pel River Plate, on no tingué excessiva sort, retornant a Mèxic abans de finalitzar l'any, reenganxant-se al Real Club España, amb el qual ja jugaria fins a l'any 1946, obtenint de nou una Lliga Amateur del Districte Federal, una Copa México, una Lliga mexicana de futbol i dos Campeón de Campeones.
El 1946 fitxà pel CF Atlante, en el qual tan sols disputà una temporada, perquè una inoportuna lesió en un dit de la mà el força a la seva retirada amb 38 anys, això no obstant, aquell any obtingué una nova Lliga mexicana de futbol. Posteriorment, també fou entrenador de CF Atlante, guanyant una Copa México i un Campeón de Campeones l'any 1952.

### Internacional
Blasco fou integrant de la primera selecció de futbol del País Basc creada pel Govern basc durant la Guerra Civil. Amb la selecció espanyola de futbol disputà cinc partits, debutant el 30 de novembre de 1930 en el partit Portugal 0 - 1 Espanya. La seva coincidència amb el gran Ricard Zamora a la dècada de 1930 i el seu posterior exili el privaren de ben segur d'un nombre més gran d'internacionalitats.

## Clubs
- Acero de Olabeaga: 1927-1928
- Athletic Club de Bilbao: 1928-1936
- Club Deportivo Euzkadi: 1938-1939
- Real Club España: 1939-1940
- Club Atlético River Plate: 1940
- Real Club España: 1941-1946
- Club de Fútbol Atlante: 1946-1947

## Palmarès

### Guardons individuals
- 3 Trofeus Zamora: 1929/30, 1933/34 i 1935/36 (Athletic Club)

### Campionats estatals
- 4 Lligues espanyoles: 1929/30, 1930/31, 1933/34 i 1935/36 (Athletic Club)
- 4 Copes del Rei: 1930, 1931, 1933 i 1934 (Athletic Club)
- 2 Lligues Amateurs del Districte Federal: 1939/40 i 1941/42 (Club España)
- 2 Lligues mexicanes: 1944/45 (Club España) i 1946/47 (CF Atlante)
- 1 Copa México: 1944(Club España)
- 2 Campeón de Campeones: 1944 i 1945(Club España)

### Com a entrenador
- 1 Copa México: 1952 (CF Atlante)
- 1 Campeón de Campeones: 1952 (CF Atlante)